# یخته خان
یخته خان، روستایی از توابع بخش مرکزی شهرستان کامیاران در استان کردستان ایران است.

### ریشه کلمه
یخته خان از دو وجهه یخته و خان درست شده است، که در فرهنگ لغت کردی هژار یخته به معنی جای اسب سواری و نگهداری معنی شده و کلمه خان هم به افراد خان تکیه دارد. پس می‌توان گفت که همان‌‌گونه که افراد مسن ساکن روستا دلالت می کنند روستای یخته خان به دلیل سرسبزی و خرم بودن، چراگاه اسب‌های خان و محل تاخت و تاز آنها بوده‌ است. برخی از افراد  نیز گمان می کنند لغت یخته از یاخته در زبان فارسی به معنای سلول های یک موجود زنده آمده است در حالی که این فرضیه کاملاً اشتباه است. 

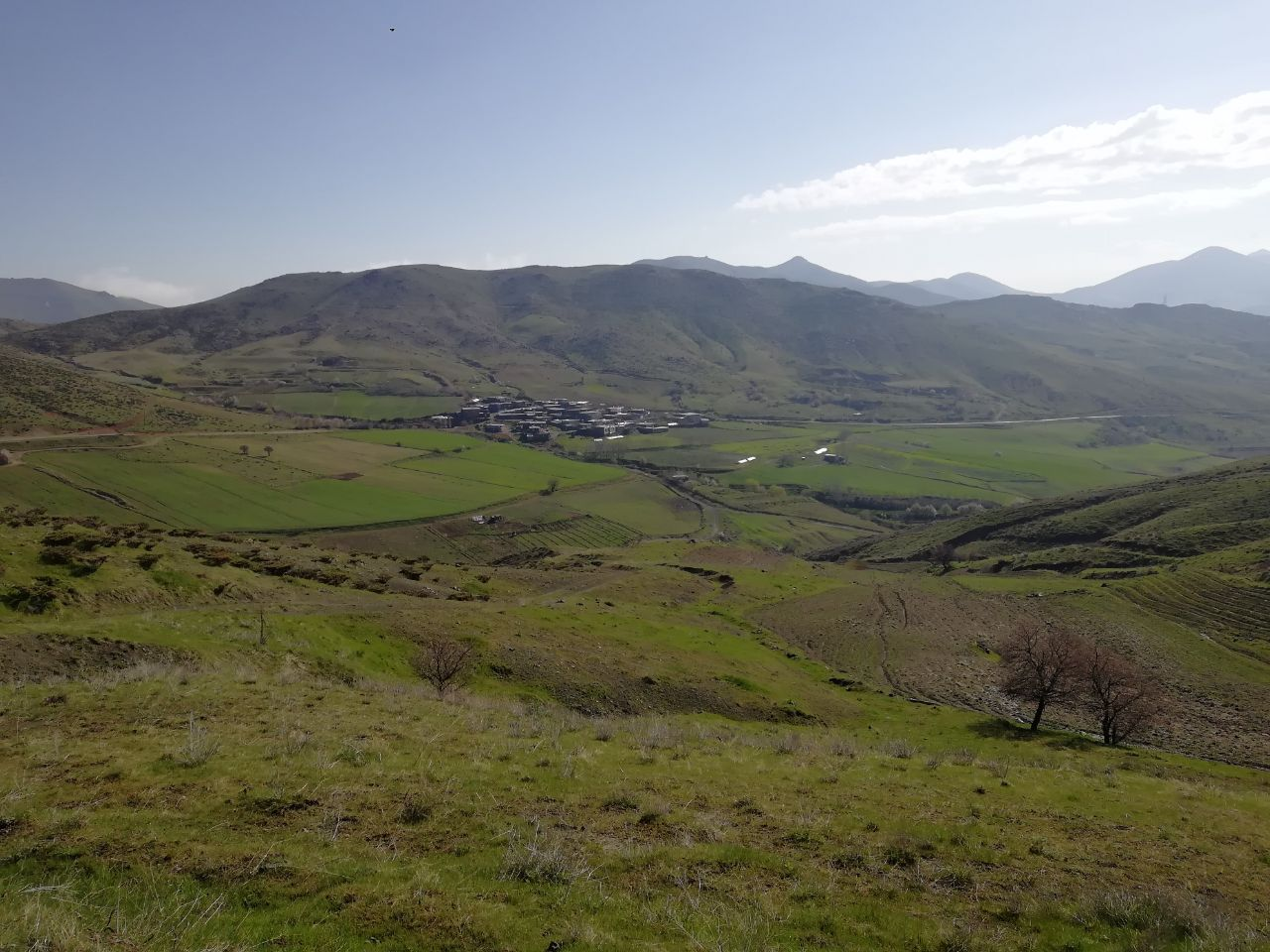
منظره روستای یخته خان در فصل بها

### جغرافیای سیاسی
روستای یخته خان در ابتداء جزو دهستان سورسور بوده است، اما به دلیل مشکل رفت‌وآمد به شهر موچش به دلیل مرکز بخش بودن و اینکه باید امور اداری را در آنجا گذراند به دهستان بیلوار و انجام امور اداری را به شهر کامیاران انتقال دادند.

## جمعیت
این روستا در دهستان بیلوار قرار دارد و براساس سرشماری مرکز آمار ایران در سال ۱۳۸۵، جمعیت آن ۱۲۲ نفر (۳۰خانوار) بوده‌است.
که براساس سرشماری مرکز آمار ایران در سال ۱۳۹۵، جمعیت آن ۱۳۰ نفر از۳۳خانوارساکن در روستا بوده‌است. با این حال بخاطره نزدیکی به شهرستان، به اندازه خانوار ساکن در روستا خانوار غیر ساکن در فصل کشاورزی در روستا حضور می‌یابند که در مزارع و باغات خود خانه باغ و مکان سکونت مهیا نموده‌اند.

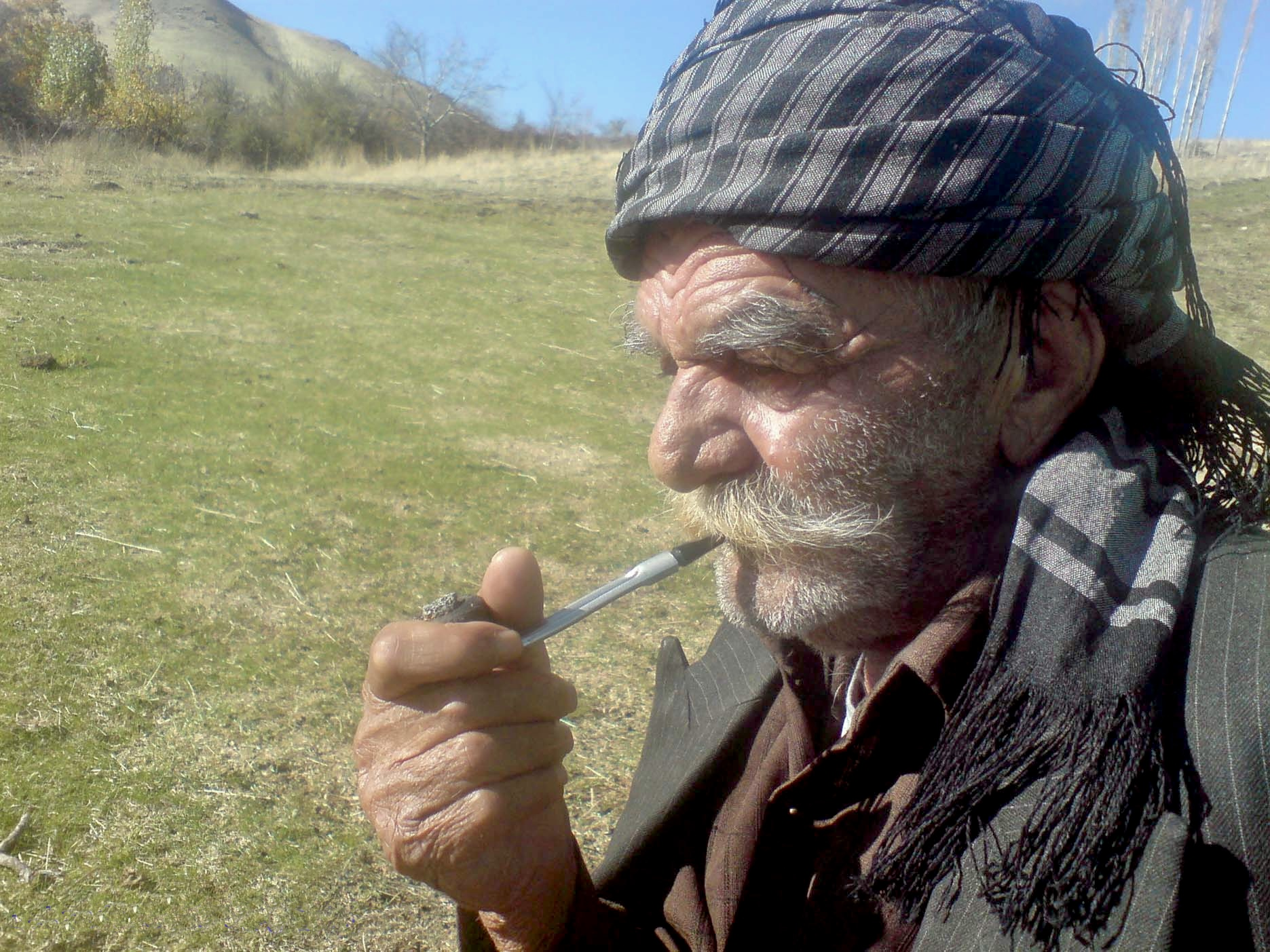
یکی از بزرگان روستای یخته خان

## مساحت
مساحت اراضی کشاورزی روستا نزدیک به ۱۵۰ هکتار است که بیشتر مساحت زراعی روستا را زمین‌های آبی تشکیل داده‌است همچنین مساحت زمین‌های دیم نیز نسبت قابل توجهی از این اراضی را تشکیل می‌دهند. اهم محصولات کشاورزی که در روستاکشت می‌شدند گندم، جو، نخود، شبدر، یونجه، محصولات شالیزی که در سال‌های اخیر گرایش به سمت کشت گوجه فرنگی به علت نزدیکی کارخانه جات گوجه در استان و استان همجوار افزایش یافته تا جای که اکثراً گوجه فرنگی و محصول دیگری را برای تناوب زراعی لحاظ می‌کنند. اما باغداری در روستا نیز اهمیت ویژه ای دارد تا آنجاکه به خاطر ارتفاع زیاد از سطح دریا و خاک حاصلخیز مستعد رشد درختانی همچون گیلاس، آلبالو (بلالوک)، به، گلابی، گردو سیب و غیره می‌باشد. همچنین زمین‌های دیم آن نیز مستعد برای کشت انگور دیم می‌باشد. در حال حاضر نزدیک ۱۵ درصد از اراضی کشاورزی روستا را باغات تشکیل داده‌است[پرونده:باغ یخته خان.jpg باغ روستا]]

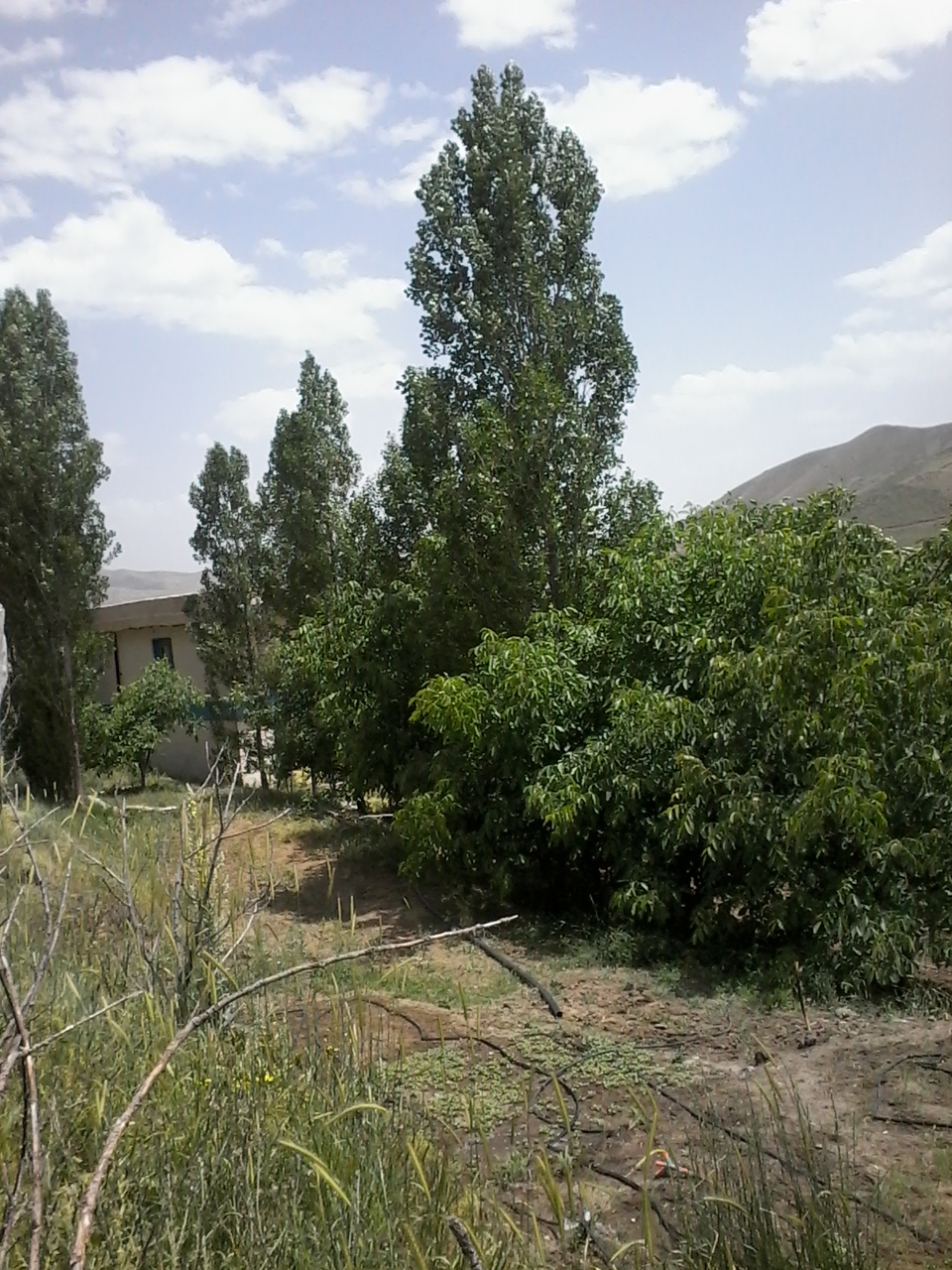
باغ یخته خان

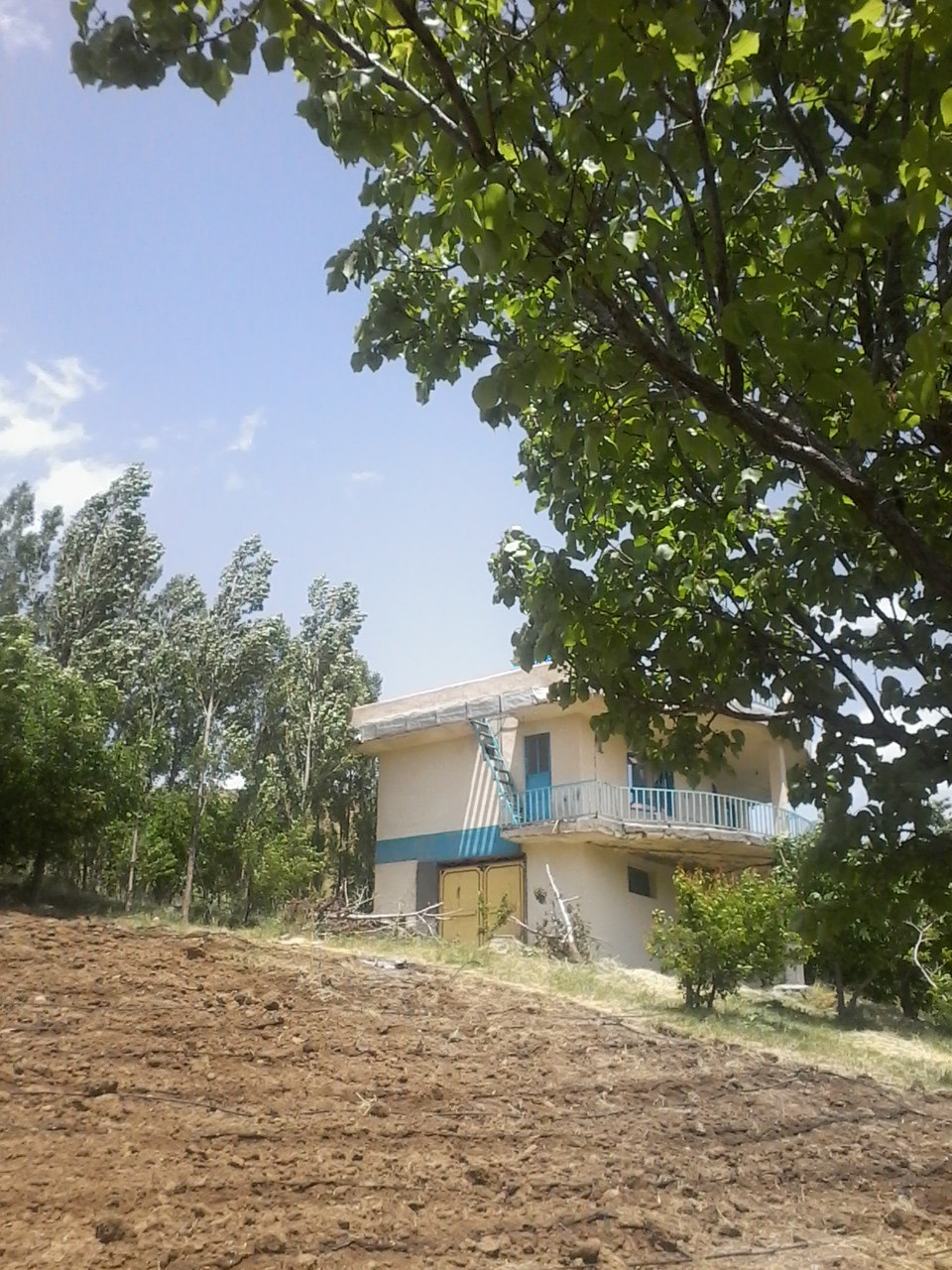
خانه باغ در روستای یخته خان

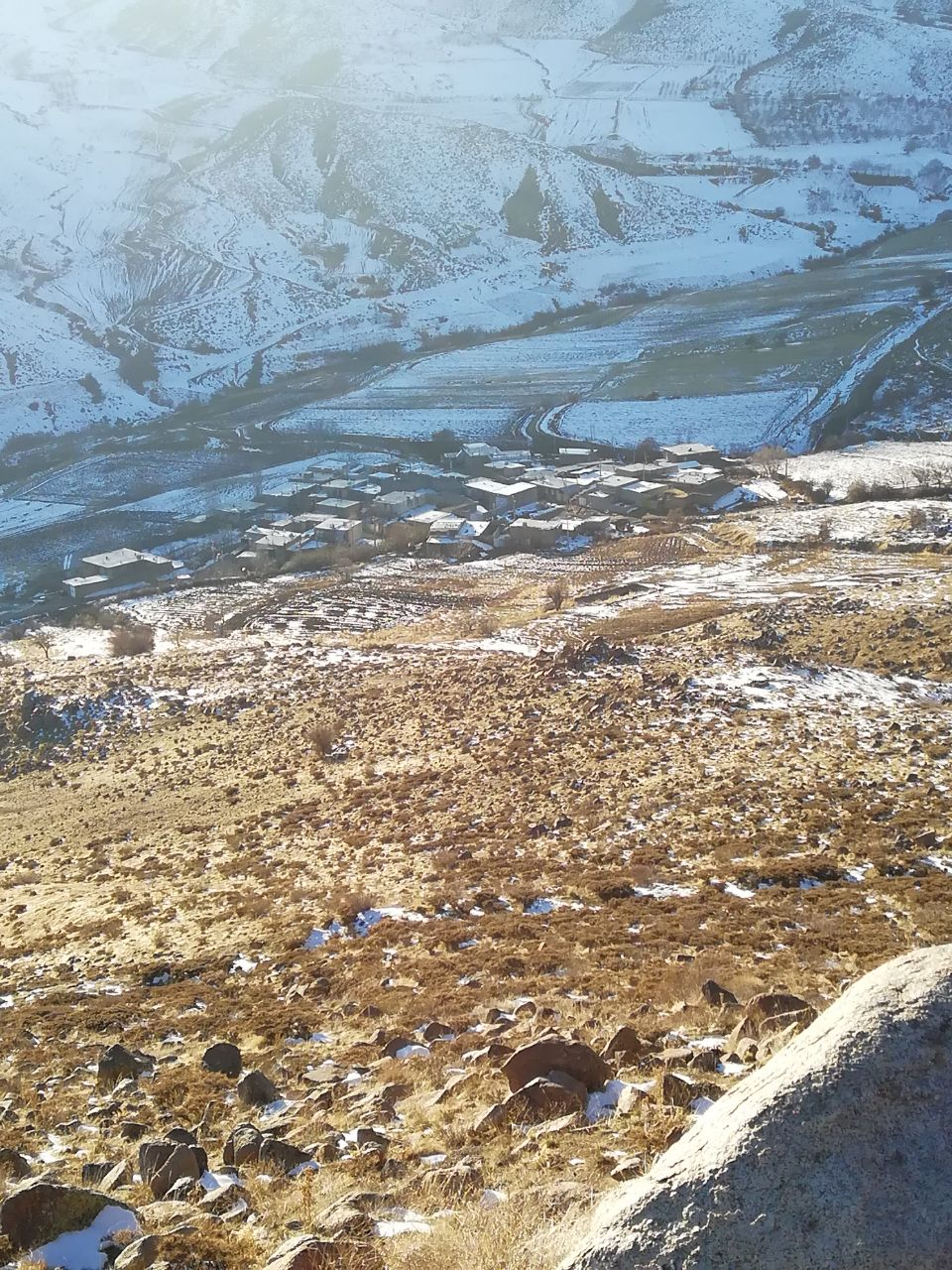
یخته خان

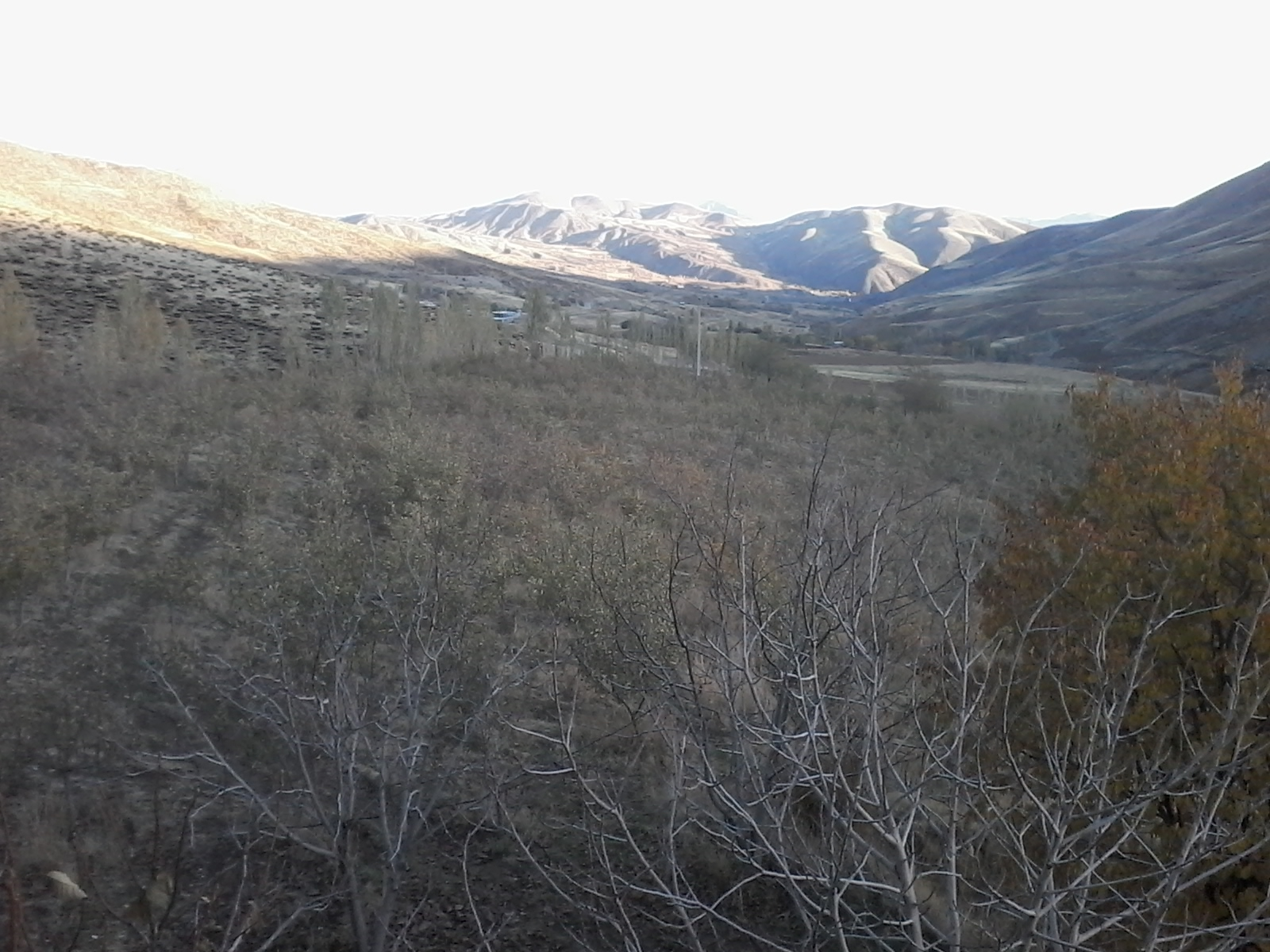
باغات میوه

[�]